# Roland H. Hartley

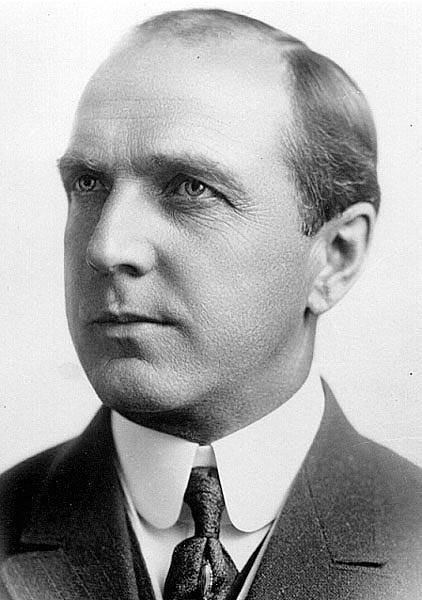
Foto de Roland H. Hartley

Roland Hill Hartley (nascido em 26 de junho de 1864 - 21 de setembro de 1952) serviu dois mandatos como o décimo governador de Washington entre 1925-1933 como um republicano.